# Deutsches Rotes Kreuz Landesverband Nordrhein
Der Deutsches Rotes Kreuz Landesverband Nordrhein e.V. ist einer von 19 Landesverbänden des Deutschen Roten Kreuzes (DRK) mit Sitz in Düsseldorf. Der DRK-Landesverband Nordrhein hat mehr als 150.000 Mitglieder. Amtierender Präsident ist Alexander Schröder-Frerkes, derzeitiger Vorsitzender des Vorstandes ist Hartmut Krabs-Höhler.

## Geschichte
Am 3. September 1947 war die Gründungsversammlung des DRK-Landesverbandes Nordrhein. Dieser wurde am 8. Januar 1948 beim Amtsgericht Düsseldorf eingetragen.

### Präsidenten des DRK-Landesverbandes
| Zeitraum    | Präsident                      |
| ----------- | ------------------------------ |
| … – 1967    | Franz Grobben                  |
| 1967 – 1979 | Franz Tillmann                 |
| 1979 – 1999 | Norbert Fischer                |
| 1999 – 2008 | Heinz-Josef Vogt               |
| 2008 – 2023 | Hans Schwarz                   |
| seit 2023   | Dr. Alexander Schröder-Frerkes |

## Organisation
Der DRK-Landesverband Nordrhein ist ein eingetragener Verein in der zweiten Ebene der Organisationsstruktur. Das Kennzeichen des Verband ist das völkerrechtlich anerkannte Rote Kreuz auf weißem Grund. Das Recht zur Führung wird durch den Bundesverband vermittelt.

### Mitgliedsverbände
Der DRK-Landesverband Nordrhein übernimmt vor allem koordinierende Aufgaben für das Deutsche Rote Kreuz auf dem Gebiet der Regierungsbezirke Düsseldorf und Köln. Er besteht aus 29 Kreisverbänden und 118 Ortsvereinen.

Die Kreisverbände sind:
- Bonn e.V.
- Dinslaken-Voerde-Hünxe e.V.
- Duisburg e.V.
- Düren e.V.
- Düsseldorf e.V.
- Essen e.V.
- Euskirchen e.V.
- Grevenbroich e.V.
- Heinsberg e.V.
- Jülich e.V.
- Kleve-Geldern e.V.
- Krefeld e.V.
- Köln e.V.
- Leverkusen e.V.
- Mettmann e.V.
- Mönchengladbach e.V.
- Mülheim an der Ruhr e.V.
- Neuss e.V.
- Niederrhein e.V.
- Oberbergischer Kreis e.V.
- Oberhausen (Rhld.) e.V.
- Remscheid e.V.
- Rhein-Erft e.V.
- Rhein-Sieg e.V.
- Rhein.-Berg. Kreis e.V.
- Solingen e.V.
- Städteregion Aachen e.V
- Viersen e.V.
- Wuppertal e.V.

### Einrichtungen und Beteiligungen
Der Blutspendedienst des DRK-Landesverbandes Nordrhein ist gemeinsam mit den Landesverbänden Westfalen-Lippe, Rheinland-Pfalz und Saarland der DRK-Blutspendedienst West mit Sitz in Ratingen.

#### DRK Nordrhein gGmbH
Die DRK Nordrhein gGmbH wurde 2015 als gemeinnützige Gesellschaft mit dem Ziel gegründet, alle erfolgsorientierten Geschäftsfelder transparent vom DRK-Landesverband Nordrhein e.V. als Idealverein mit seinen spitzenverbandlichen Funktionen zu trennen.
Unter ihrem Dach bietet die DRK Nordrhein gGmbH gemeinsam mit spezialisierten Tochtergesellschaften zahlreiche Dienstleistungen und Hilfe für Menschen, gemeinnützige Träger und soziale Einrichtungen an.
- Betrieb von Kindertagesstätten, Flüchtlingsunterkünften, Kur- und Betreuungseinrichtungen sowie ambulanter und stationärer Seniorenhilfe
- Organisation von Freiwilligendiensten
- Rückholung von erkrankten und verunfallten Reisenden
- Beratung von Unternehmen im Ausland hinsichtlich medizinischer Sicherheit
- Personalbetreuung und -abrechnung, Finanzbuchhaltung, Controlling, Strategischer Einkauf sowie IT-Dienstleistungen

Die DRK Nordrhein gGmbH betreibt fünf stationäre Pflegeeinrichtungen, davon eine mit einem Schwerpunkt für Menschen mit Behinderungen und eine Senioreneinrichtung mit multikulturellen Angeboten.
- Seniorenzentrum Moosheide
- Seniorenzentrum Steinbach
- Multikulturelles Seniorenzentrum am Sandberg
- Pflegezentrum am Volksgarten
- Seniorenzentrum Lindenhof

### Mitgliedschaften
Der DRK-Landesverband Nordrhein ist Gründungsmitglied des Bundesverbands vom Deutschen Roten Kreuzes, und Mitglied bei:
- Arbeitsgemeinschaft der Spitzenverbände der Freien Wohlfahrtspflege des Landes Nordrhein-Westfalen[10]
- Landesjugendring Nordrhein-Westfalen[11]
- Schwimmverband Nordrhein-Westfalen[12]
- Deutscher Verein für öffentliche und private Fürsorge

## Aufgaben
Der DRK-Landesverband Nordrhein nimmt als freiwillige Hilfsgesellschaft für die deutschen Behörden im humanitären Bereich die Aufgaben wahr, die sich aus den Genfer Abkommen von 1949, ihren Zusatzprotokollen und dem DRK-Gesetz ergeben.
Zweck des Vereins ist die Förderung mildtätiger Zwecke, der Wohlfahrtspflege, der Jugend- und Altenhilfe sowie der Gesundheitshilfe.
Die Satzungszwecke werden verwirklicht insbesondere durch folgende Aufgaben:
- Hilfe für die Opfer von bewaffneten Konflikten, Naturkatastrophen und anderen Notsituationen, - Verhütung und Linderung menschlicher Leiden, die sich aus Krankheit, Verletzung, Behinderung oder Benachteiligung ergeben,
- Förderung der Gesundheit, der Wohlfahrt und der Bildung,
- Förderung der Arbeit mit Kindern und Jugendlichen,
- Förderung der Entwicklung nationaler Rotkreuz- und Rothalbmond-Gesellschaften im Rahmen der Satzungen und Statuten der Rotkreuz- und Rothalbmondbewegung,
- Förderung der Tätigkeit und Zusammenarbeit seiner Mitgliedsverbände,
- Verantwortung für die Spende von Blut und Blutbestandteilen zur Versorgung der Bevölkerung mit Blutprodukten,
- Suchdienst und Familienzusammenführung,
- Förderung der Rettung aus Lebensgefahr (u. a. Bergrettung, Wasserrettung) einschließlich der dazugehörenden Aktivitäten, wie Rettungsschwimmen sowie die Durchführung rettungssportlicher Übungen und Wettbewerbe.